# Zhi Nu
Zhi Nu (”Vävarflickan”) är vävkonstens gudinna i kinesisk mytologi, dotterdotter till Xi Wangmu.
Zhi Nu förälskade sig i en gud vilket ledde till att hon försummade sin plikter att väva de mönstrade tygerna till himlavalvet. Konsekvensen blev att himmelsguden fick lova att begränsa antalet möten hon hade med sin älskare.